# Anthony Williamsen
Anthony Carl Williamsen (Milwaukee, 31 gennaio 1880 – Milwaukee, 1º ottobre 1956) è stato un pistard statunitense.
Williamsen partecipò ai Giochi olimpici di Saint Louis 1904 in quattro delle sette gare previste all'epoca. Nelle gare di un quarto di miglio, mezzo miglio e un miglio fu eliminato al primo turno mentre nella gara delle venticinque miglia fu costretto al ritiro.

## Piazzamenti

### Competizioni mondiali
- Giochi olimpici

St. Louis 1904 - Quarto di miglio: eliminato al primo turno
St. Louis 1904 - Mezzo miglio: eliminato al primo turno
St. Louis 1904 - Un miglio: eliminato al primo turno
St. Louis 1904 - Venticinque miglia: ritirato